# هیل گریفیتس
هیل گریفیتس (انگلیسی: Hill Griffiths؛ 1871 – ۱۹۳۷ (۶۵−۶۶ سال)) بازیکن فوتبال بود.
از باشگاه‌هایی که در آن بازی کرده‌است می‌توان به باشگاه فوتبال ولورهمپتون واندررز اشاره کرد.